# Гвюдмюндюр Даниэльссон
Гвюдмюндюр Даниэльссон (исл. Guðmundur Daníelsson; 4 октября 1910, Guttormshagi — 6 февраля 1990, Сельфосс) — исландский писатель, поэт и педагог, основатель и редактор исландского журнала «Suðurland».

## Биография
Гвюдмюндюр родился в семье богатых фермеров Даниэля Даниэльссона исл. Daníel Daníelsson и Гвюдрун Гвюдмюндсдоуттир исл. Guðrún Guðmundsdóttir в селении Гуттормсхайи (исл. Guttormshagi) неподалёку от Флудира. После окончания Laugarvatnsskóli в 1932 году, поступил в учительский институт в Рейкьявике и в 1934 году начал работать учителем в Эйрарбакки, где в 1944 году поселился в одном из старейших домов Исландии, построенном в 1765 году. В этом доме, который впоследствии стал музеем и где было написано его семь книг, Гудмундура жил до 1951 года. В 1948-49 годах учился в Датском педагогическом колледже в Копенгагене и путешествовал по Европе. После возвращения домой Гвюдмюндюр долгое время работал учителем во многих частях Исландии и был директором школы в Эйрарбакки
В начале 1953 года Гудмундур Даниэльссон стал основателем и редактором журнала «Suðurland», посвященного обсуждению вопросов окружающей среды и улучшения человеческой жизни. Он оставался его бессменным редактором до 1972 года, когда журнал прекратил своё существование.

## Творчество
Произведения Гвюдмюндюр Даниэльссона включают романы, новеллы, пьесы, стихи и петевые заметки. Немецкая литературная энциклопедия «Лексикон мировой литературы» описывает его как автора, произведения которого «близки к национальному романтизму» и «отдают дань уважения определённому исландскому примитивизму», но при этом имеют «высокую поэтическую красоту».
Сочинения Гвюдмюндюра в хронологическом порядке:
- 1935 — Bræðurnir í Grashaga
- 1936 — Ilmur daganna
- 1938 — Gegnum lystigarðinn
- 1940 — Á bökkum Bolafljóts
- 1941 — Af jörð ertu kominn
- 1941 — Eldur
- 1942 — Sandur
- 1944 — Landið handan landsins
- 1944 — Heldrimenn á húsgangi
- 1946 — Kveðið á glugga
- 1948 — Mannspilin og ásinn
- 1948 — Á langferðaleiðum
- 1950 — Í fjallskugganum
- 1953 — Musteri óttans
- 1955 — Blindingsleikur
- 1955 — Vængjaðir hestar
- 1958 — Hrafnhetta
- 1961 — Sonur minn Sinfjötli
- 1963 — Húsið
- 1966 — Turninn og teningurinn
- 1968 — Staðir og stefnumót
- 1971 — Spítalasaga
- 1972 — Járnblómið
- 1975 — Óratóría
- 1976 — Bróðir minn Húni
- 1977 — Vestangúlpur garró
- 1979 — Dómsdagur
- 1981 — Bókin um Daníel
- 1985 — Tólftónafuglinn
- 1987 — Vatnið